# 1981 en Belgique
Chronologie de la Belgique
- 1977
- 1978
- 1979
- 1980
- 1981
- 1982
- 1983
- 1984
- 1985

Chronologie de l’Europe
- 1977
- 1978
- 1979
- 1980
- 1981
- 1982
- 1983
- 1984
- 1985

Cette page recense des événements qui se sont produits durant l'année 1981 en Belgique.

## Chronologie
- 22 février : Guy Spitaels succède à André Cools à la tête du Parti socialiste.
- 31 mars : chute du gouvernement Martens IV.
- 6 avril : prestation de serment du gouvernement Mark Eyskens, gouvernement de centre-gauche composé de socialistes et de sociaux-chrétiens.
- 1er juin : Naïm Khader, premier représentant de l'OLP auprès des autorités belges et européennes, est assassiné à Ixelles.
- 30 juillet : adoption de la « loi Moureaux », « tendant à réprimer certains actes inspirés par le racisme ou la xénophobie ».
- 21 septembre : chute du gouvernement Mark Eyskens.
- 8 novembre : élections législatives et provinciales.
- 17 décembre :  prestation de serment du gouvernement Martens V, gouvernement de centre-droit composé des libéraux et des sociaux-chrétiens.

## Culture

### Littérature
- Prix Rossel : François Weyergans, Macaire le Copte.

## Sciences
- Prix Francqui : André Trouet (sciences médicales, UCL).

## Naissances
- 6 janvier : Jérémie Renier, acteur.
- 18 janvier : Olivier Rochus, joueur de tennis.
- 19 février : Thomas Buffel, joueur de football.
- 27 février : Élodie Ouédraogo, athlète.
- 4 février : Johan Vansummeren, coureur cycliste.
- 9 mai : Steven Caethoven, coureur cycliste.
- 30 mai : Igor Abakoumov, coureur cycliste.
- 2 juin : Kurt Hovelijnck, coureur cycliste.
- 3 juin : Élisabeth Davin, athlète.
- 14 juillet : Milow, chanteur.
- 15 juillet : Sébastien Rosseler, coureur cycliste.
- 12 août : Jens Renders, coureur cycliste.
- 29 août : Émilie Dequenne, actrice († 16 mars 2025).
- 2 septembre : Bart Dockx, coureur cycliste.
- 24 septembre : Brian Vandenbussche, joueur de football.

## Décès
- 27 janvier : Léo Collard, homme politique
- 7 février : Marius Mondelé, joueur de football
- 9 février : Berten Dejonghe, coureur cycliste
- 5 avril : Émile Hanse, joueur de football
- 14 mai : Gustaaf Sorel, artiste peintre et dessinateur
- 19 mai : Marcel Vercammen, joueur de football
- 28 août : Paul Anspach, escrimeur
- 29 août : Joseph Givard, joueur de football
- 21 octobre : Wilfried Puis, joueur de football
- 29 novembre : Dieudonné Smets, coureur cycliste

## Statistiques
- Population totale au 1er mars 1981 : 9 848 647 habitants[1].